# گاگیک آوتیان
گاگیک هوُسپی آوتیان (ارمنی: Գագիկ Հովսեփի Ավետյան؛ زادهٔ ۹ نوامبر ۱۹۶۰) یک سیاستمدار و تاریخ‌نگار اهل ارمنستان است که از تاریخ ۲۰۰۷ تا تاریخ ۲۰۱۲ سمت نمایندگی دوره چهارم مجلس ملی جمهوری ارمنستان را برعهده داشت.

## زندگی‌نامه
در ۹ نوامبر ۱۹۶۰ در ایروان به دنیا آمد و از دانشگاه دولتی تیومن فارغ‌التحصیل شد. 

## یادداشت
1. ↑  Տյումենի պետական համալսարան